# Come on Over (Olivia Newton-John-album)
A Come on Over Olivia Newton-John 1976-ban megjelent folk és country stílusú stúdióalbuma.

## Az album ismertetése
A Come on Over Olivia Kaliforniába települése után másfél évvel került kiadásra, Oliva jellegzetes Grease előtti lágy, balladisztikus country stílusában. Mivel Oliviát a szerződése az EMI kiadóhoz kötötte,  a lemez Londonban, a híres Abbey Road Studiosban lett felvéve. Az album Dolly Parton Jolene című népszerű számának lendületes feldolgozásával indul. A Pony Ride egy jellegzetes, Olivia korai folk időszakára emlékeztető éteriesen tiszta dal. A lemez címadó dala a Come on Over a Bee Gees együttesből ismert Barry Gibb és testvére, Robin Gibb szerzeménye. John Farrar, Olivia producere és közeli barátja két dalt írt az album számára, ezek az It'll Be Me és a Small Talk and Pride. John Farrar gitárjátéka a lemez egészében hallható. Az album egyik különlegessége, a Greensleeves című dal, melynek dallama középkori itáliai eredetű, szövege a legrégebbi ismert angol nyelvű zenei emlék. A lemez záró száma a Beatles együttestől ismert Long and Winding Road Olivia az eredetitől teljesen eltérő előadásában. Az album első borítója a fürdőmedencés fotóval Olivia házának medencéjében készült.
Az album dalaiból hivatalos videóklip nem készült, a műfaj akkoriban gyakorlatilag még nem is létezett. A Jolene dalból készült egy más műsorokból összevágott promo video, melyek részben London környékén, részben Olivia malibui ranchán készültek, a képsorokon látszik a háza, lófuttatója, valamint Zargon nevű kutyája. A másik dal a Greensleeves, mely  Olivia előadásában szerepel Glen Campbell Down Home Down Under című tévéműsorában.

## Érdekességek
- Dolly Parton egyike volt azoknak a country énekeseknek, akik nem vették jónéven a brit születésű, Ausztráliában nevelkedett és ausztrál akcentusú Olivia country műfajban aratott sikereit, egyik legnépszerűbb dalának Olivia általi feldolgozását. Később Dolly testvére, a szintén countryénekes Stella az Ode to Olivia című dalában a többiek nevében is bocsánatot kért Oliviától az őt ért támadások miatt.
- Az album borítója, Oliviát egy fürdőmedencében ábrázoló fotóval Olivia saját házához tartozó medencében készült.
- A Pony Rides klipje a A Special Olivia Newton-John című első egyórás műsorban szerepel, Olivia az óceán partján saját lován lovagol, mögötte Jackson nevű ír szetter kutyája szalad.

## Az album dalai
„A” oldal
- Jolene (Dolly Parton)
- Pony Ride (Diane Berglund & Jim Phillips)
- Come on Over  (Barry Gibb & Robin Gibb)
- It'll Be Me (John Farrar)
- Greensleeves (trad.)
- Blue Eyes Cryin' In The Rain  (Fred Rose)

„B” oldal
- Don't Throw It All Away (Gary Benson & David Mindel)
- Who Are You Now?  (Lyrics by Bruce Hart; music by Stephen Lawrence)
- Smile For Me (Rory Bourke)
- Small Talk and Pride (John Farrar)
- Wrap Me In Your Arms  (Harlan Collins)
- Long and Winding Road (Lennon & McCartney)

## Kiadások
- U.K.LP: EMI Records EMC 3124
- USA CD: MCA Records MCAD-31082
- USA LP: MCA Records MCA 2186
- NSZK LP: EMI 1C062-97539
- Ausztrál LP: Interfusion Records L 35847
- Ausztrál remastered CD:

## Helyezések
- Album -  U.K.: 49, USA: 13, USA country albumok: 2, Ausztrália: 30
- Come On Over -  Billboard Hot 100: 23, Billboard AC lista: 1, USA country lista: 5, Ausztrália: 62, Új-Zéland: 3